# اصطلاح‌نامه پزشکی فارسی
اصطلاحنامه پزشکی فارسی کتابی از فاطمه رهادوست، مریم کارزانی و میرمهدی ابراهیم پور است که در سال ۱۳۸۴ منتشر و در مراسم کتاب سال جمهوری اسلامی ایران به‌عنوان کتاب برگزیده معرفی شد.